# Shavez Hart
Shavez Hart (Coopers Town, 6 settembre 1992 – North Abaco, 3 settembre 2022) è stato un velocista bahamense.

## Biografia
Nato nelle Isole Abaco, studiò alla St. George High School di Freeport, dove fece parte del team sportivo. Nel 2011, all'età di 18 anni, vinse un bronzo ai Giochi CARIFTA e iniziò la sua carriera internazionale. Trasferitosi a studiare negli Stati Uniti d'America, si affiliò dapprima al South Plains College di Levelland per poi trasferirsi nel 2013 al Texas A&M University. Internazionalmente fece parte della steffetta bahamense arrivata seconda ai Mondiali indoor di Portland 2016, stesso anno in cui gareggiò - non andando oltre le batterie - ai Giochi olimpici di Rio de Janeiro 2016.
In ambito nazionale, Hart vinse 8 titoli nazionali e, avendo corso nel 2015 i 100 metri piani in 10"10, detiene ancora oggi il titolo di secondo bahamense più veloce della storia alle spalle del connazionale di origine giamaicana Derrick Atkins. Ciò lo rende di fatto il più veloce nato nelle Bahamas.
È stato ucciso a colpi d'arma da fuoco il 3 settembre 2022, tre giorni prima di compiere 30 anni.

## Palmarès
| Anno | Manifestazione                   | Sede           | Evento      | Risultato  | Prestazione | Note             |
| ---- | -------------------------------- | -------------- | ----------- | ---------- | ----------- | ---------------- |
| 2011 | Giochi CARIFTA U20               | Montego Bay    | 100 m piani | Bronzo     | 10"51       |                  |
| 2011 | Giochi CARIFTA U20               | Montego Bay    | 200 m piani | 4º         | 21"35       |                  |
| 2011 | Giochi CARIFTA U20               | Montego Bay    | 4×100 m     | Bronzo     | 40"29       |                  |
| 2011 | Giochi CARIFTA U20               | Montego Bay    | 4×400 m     | Finale     | dq          |                  |
| 2011 | Campionati panamericani juniores | Miramar        | 100 m piani | Finale     | dq          |                  |
| 2011 | Campionati panamericani juniores | Miramar        | 4×100 m     | Bronzo     | 40"26       |                  |
| 2011 | Campionati panamericani juniores | Miramar        | 4×400 m     | Bronzo     | 3'14"96     |                  |
| 2013 | Campionati CAC                   | Morelia        | 100 m piani | 4º         | 10"23       |                  |
| 2013 | Campionati CAC                   | Morelia        | 4×100 m     | Oro        | 38"77       |                  |
| 2013 | Mondiali                         | Mosca          | 100 m piani | Batteria   | 10"36       |                  |
| 2013 | Mondiali                         | Mosca          | 4×100 m     | Batteria   | 38"70       | Record nazionale |
| 2014 | Giochi del Commonwealth          | Glasgow        | 100 m piani | Semifinale | 10"29       |                  |
| 2014 | Giochi del Commonwealth          | Glasgow        | 4×100 m     | 5º         | 39"16       |                  |
| 2015 | Giochi panamericani              | Toronto        | 100 m piani | Semifinale | 10"18       |                  |
| 2015 | Mondiali                         | Pechino        | 4×100 m     | Batteria   | 38"96       |                  |
| 2016 | Mondiali indoor                  | Portland       | 4×400 m     | Argento    | 3'04"75     |                  |
| 2016 | Giochi olimpici                  | Rio de Janeiro | 100 m piani | Batteria   | 10"28       |                  |
| 2016 | Giochi olimpici                  | Rio de Janeiro | 200 m piani | Batteria   | 20"74       |                  |
| 2017 | Mondiali                         | Londra         | 4×100 m     | Batteria   | dq          |                  |
| 2018 | Giochi del Commonwealth          | Gold Coast     | 100 m piani | Batteria   | 10"53       |                  |
| 2018 | Giochi del Commonwealth          | Gold Coast     | 200 m piani | dns        | dns         |                  |
| 2019 | World Relays                     | Yokohama       | 4×200 m     | Finale     | dq          |                  |